# Chelon axillaris
Chelon axillaris és un peix teleosti de la família dels mugílids i de l'ordre dels perciformes.

## Morfologia
Pot arribar als 60 cm de llargària total.

## Distribució geogràfica
Es troba des de les costes del Mar Roig fins a Transkei (Sud-àfrica), les Hawaii, les Illes Marqueses, sud del Japó i Nova Caledònia.